# Машина, Валентина Александровна
Валентина Александровна Машина (в девичестве - Демидова) (6 августа 1935 ― 19 октября 2016) ― советский и российский акушер-гинеколог, почётный гражданин города Липецка (2011). Заслуженный врач Российской Федерации.

## Биография
Родилась 6 сентября 1935 года в городе Горький, в семье военного инженера Демидова Александра Николаевича. В 1953 году завершила обучение в средней общеобразовательной школе № 17 города Лиски Воронежской области и в этом же году успешно сдала вступительные экзамены в Воронежский государственный медицинский институт на педиатрический факультет. Завершив обучение в институте стала работать по направлению в Судбищенской районной больнице Орловской области. В 1964 году переехала на постоянное место жительство в город Липецк. Трудилась акушером-гинекологом МСЧ «HЛMK», с 1977 года была назначена и выполняла обязанности заведующей первым операционным гинекологическим отделением. В 2007 году вышла на заслуженный отдых.
С её участием и под руководством была организована гинекологическая служба города Липецка. Она 40 лет работала врачом операционистом, провела больше 15 тысяч операций. Огромную работу провела по профилактике снижения числа абортов.
Она предложила и внедрила в деятельность гинекологических служб города идею проведения лапароскопических операций. Являлась врачом-наставником для молодых специалистов, около 200 последователей могут считать Валентину Александровну своим учителем. 
За многолетний труд её неоднократно представляли к награждению государственными и ведомственными наградами. В 1976 году она получила звание «Ударник коммунистического труда», а в 1977 году — «Победитель социалистического соревнования». 
Решением Липецкой городской Думы в 2011 году ей было присвоено звание "Почётный гражданин города Липецка". 
Проживала в городе Липецке. Умерла 19 октября 2016 года. Похоронена на аллее Почетных граждан Липецка Косыревского кладбища.

## Награды и звания
- Орден Трудового Красного Знамени (1986),
- другими медалями
- Заслуженный врач Российской Федерации,
- Отличник здравоохранения (СССР),
- Почётный гражданин города Липецка (2011).